# Maturnaria ephippigera
Maturnaria ephippigera är en insektsart som beskrevs av Leon Fairmaire. Maturnaria ephippigera ingår i släktet Maturnaria och familjen hornstritar. Inga underarter finns listade i Catalogue of Life.